# Carsten Keller
Carsten Keller   (Berlín, 8 de setembre de 1939) és un jugador d'hoquei sobre herba alemany, ja retirat, que va competir sota bandera de la República Federal Alemanya entre les dècades de 1950 i 1970. El seu pare, Erwin Keller, i els seus fills Natascha Keller, Andreas Keller i Florian Keller, també foren medallistes olímpics.
El 1960 va prendre part en els Jocs Olímpics d'Estiu de Roma, on va ser setè en la competició d'hoquei sobre herba. Vuit anys més tard, als Jocs de Ciutat de Mèxic, va ser quart en la mateixa competició. La darrera participació en uns Jocs va ser el 1972, a Munic, on va guanyar la medalla d'or en la competició d'hoquei sobre herba. Entre 1958 i 1972 va disputar 135 partits amb la selecció alemanya.
A nivell de clubs va jugar al Berliner HC, amb qui guanyà set lligues d'Alemanya Occidental, quatre a l'aire lliure, 1961, 1962, 1963 i 1965, i tres en pista coberta, el 1962, 1963 i 1965. Una vegada retirat va exercir d'entrenador.